# Tajvan a 2002. évi téli olimpiai játékokon
Tajvan az egyesült államokbeli Salt Lake Cityben megrendezett 2002. évi téli olimpiai játékok egyik részt vevő nemzete volt. Az országot az olimpián 2 sportágban 6 sportoló képviselte, akik érmet nem szereztek.

## Bob
Férfi
| Versenyző                                                  | Versenyszám | 1. futam | 1. futam | 2. futam | 2. futam | 3. futam | 3. futam | 4. futam | 4. futam | Összesítés | Összesítés |
| Versenyző                                                  | Versenyszám | Idő      | Hely.    | Idő      | Hely.    | Idő      | Hely.    | Idő      | Hely.    | Idő        | Helyezés   |
| ---------------------------------------------------------- | ----------- | -------- | -------- | -------- | -------- | -------- | -------- | -------- | -------- | ---------- | ---------- |
| Chen Chin-San Chen Chien-Li Lin Ruei-Ming Chen Chien-Sheng | Négyes      | 48,86    | 30.      | 49,19    | 31.      | 50,03    | 28.      | 49,68    | 28.*     | 3:17,76    | 29.        |

* - egy másik csapattal azonos eredményt ért el

## Szánkó
| Versenyző    | Versenyszám | 1. futam | 1. futam | 2. futam | 2. futam | 3. futam | 3. futam | 4. futam | 4. futam | Összesítés | Összesítés |
| Versenyző    | Versenyszám | Idő      | Hely.    | Idő      | Hely.    | Idő      | Hely.    | Idő      | Hely.    | Idő        | Helyezés   |
| ------------ | ----------- | -------- | -------- | -------- | -------- | -------- | -------- | -------- | -------- | ---------- | ---------- |
| Li Chia-Hsun | Férfi egyes | 55,390   | 48.      | 49,092   | 46.      | 51,888   | 46.      | 49,616   | 44.      | 3:25,986   | 48.        |
| Lin Chui-Bin | Férfi egyes | 49,602   | 47.      | 50,328   | 49.      | 52,277   | 47.      | 51,509   | 45.      | 3:23,716   | 47.        |